# Фелікс Штурм
Аднан Чатич (нім. Adnan Ćatić), більш відомий як Фелікс Штурм (нім. Felix Sturm; 31 січня 1979, Леверкузен) — німецький професійний боксер, чемпіон Європи серед аматорів, чемпіон світу за версіями WBO (2003—2004), WBA (2006, 2007—2012, з 2010 підвищений до WBA (Super)) і IBF (2013—2014) у середній вазі та за версією WBA (Super) (2016) у другій середній вазі.

## Аматорська кар'єра
На чемпіонаті світу 1999 переміг в першому бою Андрія Чуркана (Україна), а в другому програв Єрмахану Ібраїмову (Казахстан).
На чемпіонаті Європи 2000 завоював золоту медаль.
- В 1/8 фіналу переміг Карой Балжаї (Угорщина) — 5-1
- У чвертьфіналі переміг Мірослава Новосада (Польща) — 5-1
- В півфіналі переміг Дмитра Усагіна (Болгарія) — 5-0
- У фіналі переміг Андрія Мішина (Росія) — 3-1

На Олімпійських іграх 2000 переміг Ділшода Ярбекова (Узбекистан) і Річарда Ровлза (Австралія), а у чвертьфіналі програв Джермейну Тейлору (США) — 14-19.

## Професіональна кар'єра
2001 року дебютував на професійному рингу. Після 17 успішних матчів 12 липня 2003 року виграв вакантний інтерконтинентальний титул WBO у середній вазі. 13 вересня 2003 року він замінив травмованого Берта Шенка в бою проти аргентинця Ектора Хав'єра Веласко та виграв титул чемпіона WBO. Після одного успішного захисту 5 червня 2004 року зустрівся в бою з Оскаром Де Ла Хойя (США) і зазнав поразки одностайним рішенням суддів.
11 березня 2006 року Штурм одностайним рішенням суддів переміг Маселіно Масое (Американське Самоа) і завоював титул чемпіона світу за версією WBA у середній вазі. В наступному бою 15 липня 2006 року Штурм втратив свій титул, зазнавши поразки технічним нокаутом від Хав'єра Кастильєхо (Іспанія). У матчі-реванші 28 квітня 2007 року Штурм переміг одностайним рішенням суддів і повернув собі звання чемпіона. Впродовж 2007—2012 років провів 12 успішних захистів титулу. 2010 року був підвищений до WBA (Super).
1 вересня 2012 року у Обергаузені, зустрівся в об'єднавчому бою з австралійським чемпіоном світу за версією IBF Деніелом Гілом і програв розділеним рішенням.
1 лютого 2013 року програв у Дюссельдорфі Сему Соліману (Австралія), та пізніше цей бій було визнано таким, що не відбувся через виявлені в пробах Солімана сліди допінгу.
7 грудня 2013 року, здобувши перемогу над чемпіоном IBF Дарреном Баркером (Велика Британія), Фелікс Штурм став чотириразовим чемпіоном світу у середній вазі.
31 травня 2014 року в першому захисті титулу IBF зустрівся вдруге з Семом Соліманом і знов програв тому одностайним рішенням суддів.
9 травня 2015 року в бою за титул «регулярного» чемпіона WBA у другій середній вазі програв Федору Чудінову (Росія), та 20 лютого 2016 року в матчі-реванші здобув перемогу, відібравши титул WBA (Super). Пізніше, після бою, в пробах Штурма були виявлені сліди допінгу, але результати аналізів не були правильно задокументовані, тож Світова боксерська асоціація утрималася від дискваліфікації Штурма через ці порушення, але 5 жовтня 2016 року позбавила його звання чемпіона.